# Cristina Scarlat
Cristina Scarlat (Chisinau, 3 maart 1983) is een Moldavisch zangeres.

## Biografie
Scarlat raakte bekend door haar deelname aan O Melodie Pentru Europa 2014, de Moldavische preselectie voor het Eurovisiesongfestival. Met het nummer Wild soul wist ze deze nationale finale te winnen, waardoor ze Moldavië mocht vertegenwoordigen op het Eurovisiesongfestival 2014, in de Deense hoofdstad Kopenhagen. Ze eindigde als laatste en strandde met haar optreden dus in de halve finale. Dit was de allereerste laatste plaats voor Moldavië.
2005: Zdob și Zdub · 
2006: Arsenium & Natalia Gordienko · 
2007: Natalia Barbu · 
2008: Geta Burlacu · 
2009: Nelly Ciobanu · 
2010: SunStroke Project & Olia Tira · 
2011: Zdob și Zdub · 
2012: Pasha Parfeny · 
2013: Aliona Moon · 
2014: Cristina Scarlat · 
2015: Edoeard Romanjoeta · 
2016: Lidia Isac · 
2017: SunStroke Project · 
2018: DoReDoS · 
2019: Anna Odobescu · 
2021: Natalia Gordienko · 
2022: Zdob și Zdub & Frații Advahov · 
2023: Pasha Parfeny · 
2024: Natalia Barbu
- Gemeinsame Normdatei: 1322496587
- International Standard Name Identifier: 0000 0004 6304 8853
- MusicBrainz: 9a15be2c-e4f8-4da0-b5a4-e775797f67f9
- Virtual International Authority File: 102530699